# Ulrike Meinhof
Ulrike Marie Meinhof (Oldemburgo, 7 de outubro de 1934 - Stuttgart, 9 de maio de 1976) foi uma jornalista, escritora, ativista e guerrilheira alemã, mais conhecida como fundadora e integrante da organização armada de extrema-esquerda Fração do Exército Vermelho (RAF), também conhecida como Grupo Baader-Meinhof, que foi atuante na Alemanha Ocidental por três décadas.
Presa em junho de 1972 e acusada de diversos crimes depois de dois anos de participação nas atividades da RAF, entre eles assaltos, atentados à bomba, assassinatos e formação de organização terrorista, morreu em sua cela na prisão de Stammheim, em Stuttgart, por enforcamento, em maio de 1976. Sua morte, se por suicídio ou assassinato, é alvo de controvérsias até hoje.

## Início
Nascida em Oldemburgo em 1934, Ulrike mudou-se para Jena com dois anos de idade junto com a família, após seu pai, um historiador de arte, tornar-se diretor do museu da cidade. O Dr. Werner Meinhof morreu de câncer em 1940, quanto ela tinha cinco anos, fazendo com que sua mãe alugasse um dos quartos da casa para uma inquilina, Renate Riemeck, para obter renda. Em 1946, após a II Guerra Mundial, as Meinhof, junto com Renate - que além de inquilina acabou como parte da família -, mudaram-se novamente para a cidade natal de Ulrike, Oldemburgo, depois que Jena passou para o domínio soviético pela Conferência de Yalta. Oito anos depois, sua mãe, Ingeborg, que trabalhou como professora após a guerra, também morreu de câncer e Renate assumiu a adolescente e sua irmã mais velha sob sua guarda. Renate, uma historiadora e fervorosa antinazista, ativa militante socialista, viria a ter grande influência na formação política de Meinhof.
Ulrike completou os estudos secundários em 1955 e foi estudar filosofia, sociologia,  pedagogia, literatura e língua alemã em Marburg, onde se envolveu em movimentos reformistas universitários. Em 1957, ela entrou para a Universidade de Münster, onde conheceu o marxista espanhol Manuel Sacristán - que mais tarde traduziria e publicaria alguns de seus escritos -  entrou para a União Socialista Alemã de Estudantes (Sozialistischer Deutscher Studentenbund), participando de protestos contra o rearmamento do Bundeswehr e seu envolvimento com armamento nuclear proposto pelo governo de Konrad Adenauer. Lia Jean-Paul Sartre, Herman Hesse, Thomas Mann, Marcel Proust e aprendeu a tocar violino.
Em 1958 ela filiou-se ao Partido Comunista da Alemanha - então fora da legalidade - e começou pouco depois a trabalhar na revista Konkret, de linha política esquerdista e independente, da qual seria editora-chefe de 1962 a 1964. Casou-se em 1961 com o co-fundador e editor da revista, Klaus Rainer Röhl, e com ele teve duas filhas gêmeas, Regina e Bettina, no ano seguinte. Seu casamento durou até o divórcio em 1968.
Em 1962, durante a gravidez, ela foi diagnosticada com um tumor cerebral, depois de sofrer de dores de cabeça contínuas. Temerosa, pois seus pais morreram de câncer e acreditando ter uma predisposição genética para a doença, mesmo assim Ulrike decidiu esperar até o parto para realizar a operação, em que seu crânio teria que ser aberto, temendo que ela pudesse afetar o desenvolvimento e nascimento das gêmeas. O tumor retirado foi diagnosticado como benigno.

## RAF
A morte do estudante Benno Ohnesorg, durante manifestações estudantis e de exilados iranianos durante a visita do Xá Reza Pahlavi a Berlim, em 1967, e a tentativa de assassinato do líder estudantil e amigo de Ulrike, Rudi Dutschke, no ano seguinte, a levaram à radicalização. Depois de escrever sobre o julgamento de dois militantes esquerdistas alemães, Andreas Baader e Gudrun Ensslin, processados e condenados por incendiarem duas lojas de departamentos em Frankfurt, em fins de 1968 ou começo de 1969 ela abandonou seu emprego e resolveu unir-se aos dois e suas ideias de revolução, antes escrevendo na revista Konkret o que seria uma de suas mais famosas citações:
| “ | Protesto é quando eu digo que algo me incomoda. Resistência é quando eu me asseguro que aquilo que me incomoda nunca mais acontecerá. | ” |

Em abril de 1970, Andreas Baader, que, libertado em condicional junto com Ensslin depois de alguns meses preso pelo ataques incendiários de Frankfurt, fugiu depois que a Justiça cancelou a condicional, foi novamente preso em Berlim. Um mês depois, em 14 de maio, Ulrike, no papel de jornalista que faria algumas entrevistas com Baader para um livro, participou do resgate dele do Instituto para as Questões Sociais - local da entrevista para onde ele havia sido levado sob guarda - junto a outros integrantes do já clandestino grupo (apenas ela continuava levando uma vida normal em público). A fuga de Baader, que resultou em três policiais feridos, e a participação de Meinhof nela, viraram manchete nacional na Alemanha e Meinhof entrou na clandestinidade.
No dia seguinte, cartazes da polícia começaram a aparecer com a fotografia dos dois e os jornais sensacionalistas e de grande tiragem de Axel Springer traziam a notícia em manchetes, chamando o grupo de Gang Baader-Meinhof, pelo qual ficaram popularmente conhecidos. O filme Bambule, com roteiro de Meinhof, sobre a vida de jovens mulheres num reformatório e programado anteriormente para estrear na televisão alemã dez dias depois, foi retirado da grade de programação. Em 2 de julho, o jornal anarquista 833 publica um manifesto da organização, que assina com o nome oficial de Rote Armee Fraktion (Fração do Exército Vermelho) pela primeira vez. Uma recompensa de 10 000 DM é oferecida por sua captura e anunciada em cartazes pelo país.

## Atividades e prisão
Pelos próximos dois anos, ela participou de várias ações do grupo, como roubos a banco e atentados à bomba. Além das ações de campo, Ulrike escrevia manifestos e tratados da RAF. Um dos mais conhecidos e significativos deles foi Das Konzept Stadtguerilla (O Conceito da Guerrilha Urbana), uma resposta ao ensaio publicado por Horst Mahler, outro dos fundadores do Baader-Meinhof e preso desde 1970, que, convertido a novas ideias políticas, criticava as ações do grupo. Nestas publicações, apareceu pela primeira vez o logotipo da organização, uma submetralhadora M5 sobre uma estrela vermelha.
Em 22 de outubro de 1971, ela foi participou de um tiroteio com a polícia em Hamburgo durante uma tentativa de prisão. Ulrike e um companheiro conseguiram fugir, depois que um policial foi baleado e morto. Novamente desaparecida, mais de seis meses se passaram até que se tivesse alguma notícia sua.
Desista, Ulrike!

Ulrike sendo presa, com os cabelos picotados curtos para dificultar o reconhecimento, em junho de 1972.

Em novembro de 1971, Renate Riemeck tentou argumentar com sua filha adotiva. Ela publicou uma carta em Konkret intitulada 'Desista, Ulrike!', numa mistura de crítica às ações da RAF e elogios a seu passado político e caráter benevolente. Riemeck tentou mudar o ponto de vista de Meinhof elogiando-a e raciocinando com ela. Na carta, ela escrevia que acreditava que a filha era muito inteligente e racional para confundir uma rebeldia antiautoritarismo com o início de uma revolução geral. Também colocou que "a Alemanha não é um lugar para uma guerrilha urbana ao estilo latino-americano" e perguntou: "Quem ainda entende o impulso moral e político por trás das suas ações?". Renate concluía a carta com um apelo: "Eu não sei até que ponto a sua influência dentro do próprio grupo se estende até onde seus amigos sejam passíveis de considerações racionais. Mas você deve tentar medir as chances de um movimento de guerrilha urbana na República Federal contra a realidade social do país. Você pode fazer isso, Ulrike".
A resposta de Meinhof foi encontrada três semanas depois, dentro de uma lata de lixo. Seu título: "Uma mãe escrava roga à sua filha". Ulrike reescreveu a carta do ponto de vista de uma mãe escrava, Renate Riemeck, pedindo à sua filha que negasse o direito de lutar pela liberdade, voltar atrás e se contentar em ser uma obediente e exemplar escrava, que poderia tornar-se uma supervisora algum dia, se aceitasse as autoridades e sua vida de escrava. Com esta resposta, Ulricke Meinhof cortou os últimos elos com seu passado e conscientemente decidiu dedicar sua vida a causa política na qual acreditava.
Em 1 de junho de 1972, Andreas Baader foi preso em Frankfurt junto com Holger Meins e Jan-Carl Raspe, membros da liderança da RAF. Uma semana depois, foi a vez de Ensslin, presa dentro de uma butique em Hamburgo. Em 14 de junho, a polícia armou uma emboscada num endereço de Hanôver, depois da denúncia de que um casal de modos suspeitos estava hospedado num apartamento. O homem do casal, ao descer para telefonar, foi detido armado numa cabine telefônica. Era Gerhard Müller, que havia participado do tiroteio com Meinhof meses antes. Ao baterem na porta do apartamento, Ulrike Meinhof, a última líder da primeira geração do Baader-Meinhof em liberdade, foi presa.

## Julgamento e morte
Em dezembro de 1972, ela foi retirada do isolamento da prisão de  Köln-Ossendorf, em Colônia, convocada como testemunha no julgamento de Horst Mahler, onde ele a questionou sobre as declarações que ambos teriam dado sobre a invasão, sequestro e morte de atletas de Israel na Vila Olímpica, durante os Jogos Olímpicos de Munique, por terroristas do Setembro Negro. Meinhof, que na época publicou um manifesto intitulado A ação do Setembro Negro em Munique: por dentro da estratégia da luta anti-imperialista, em que fazia reflexões sobre o relacionamento entre alemães, palestinos e judeus como um resultado da II Guerra Mundial.  A pergunta de Mahler a fez responder:
| “ | Como Auschwitz foi possível? O que era o anti-semitismo na Alemanha? Usou-se o ódio do povo à sua dependência pessoal do dinheiro, como uma maneira de troca, sua busca pelo comunismo. Auschwitz significa que seis milhões de judeus foram assassinados e jogados em aterros sanitários pela Europa, por serem aquilo que lhes foi apontado ser - Dinheiro-Judeus. O que aconteceu foi que o capital financeiro, a elite e os bancos, o núcleo do sistema do capitalismo e do imperialismo, desviou a atenção e o ódio do povo de si mesmo para os judeus. | ” |

Após dois anos de audiências preliminares, Ulrike, já então na prisão de segurança máxima de  Stammheim junto com os outros líderes da RAF, foi condenada sozinha a oito anos de reclusão por sua participação na libertação de Andreas Baader, em 1970. Em agosto de 1975, ela, Baader, Ensslin e Raspe foram conjuntamente acusados em corte de 4 homicídios, 54 tentativas de homicídio e formação de organização criminosa. Entretanto, em maio de 1976, quando o julgamento ainda ocorria, Meinhof foi encontrada morta.

### Morte

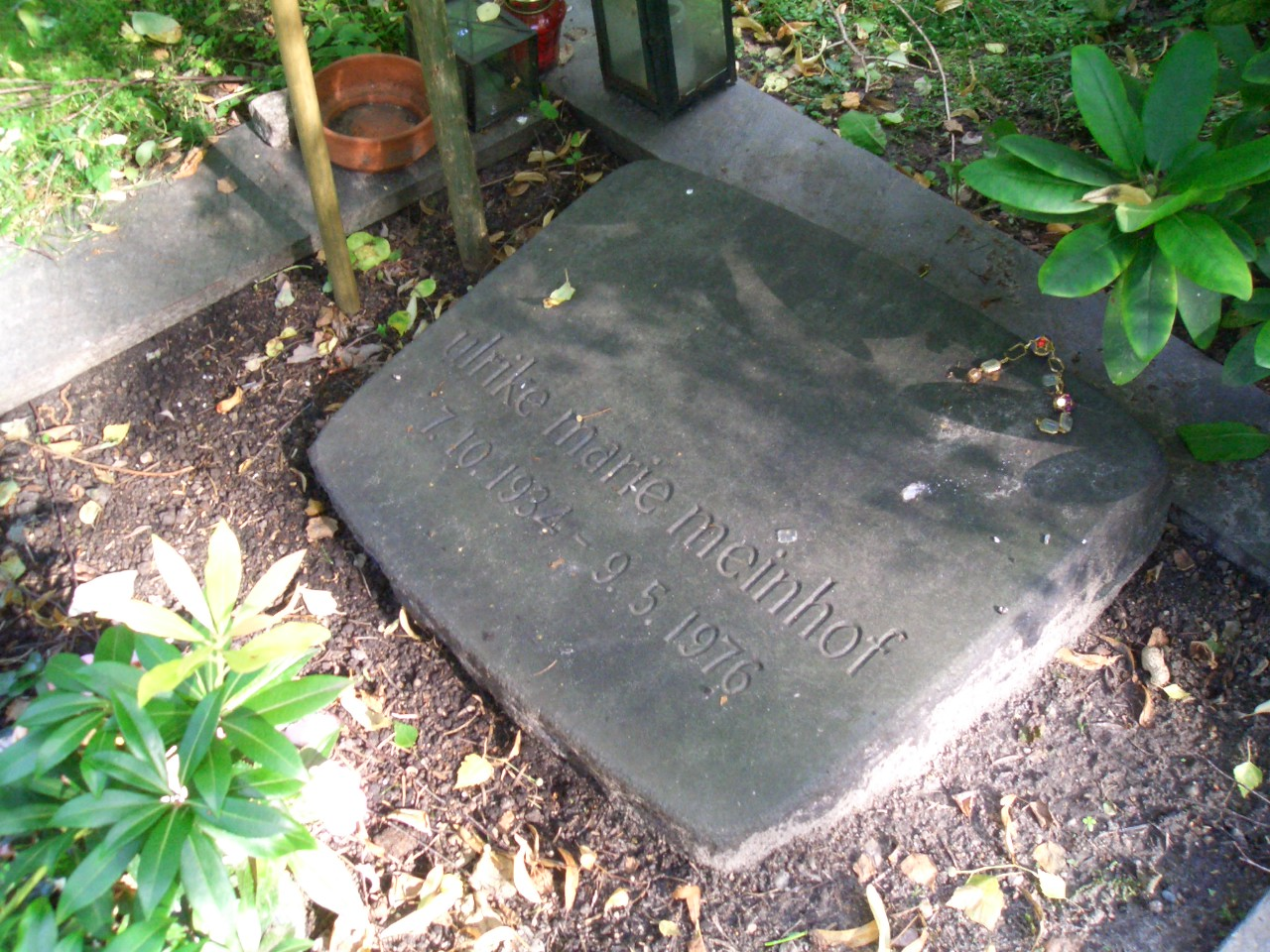
A lápide da sepultura de Meinhof no cemitério de Berlim.

Em 9 de maio de 1976, ainda durante o período de julgamento e quando se festejava o Dia das Mães na Alemanha, Ulrike Meinhof foi encontrada morta em sua cela, enforcada com uma corda improvisada de uma toalha, sem deixar nenhuma carta de despedida a suas filhas ou a seus companheiros de prisão, os militantes da Facção do Exército Vermelho (RAF) Andreas Baader, Gudrun Ensslin, Jan-Carl Raspe e Irmgard Möller. A investigação oficial concluiu que se tratara de suicídio, laudo contestado por acusações públicas de que a jornalista havia sido assassinada. Massivas demonstrações de protesto de esquerdistas ocorreram por todo o país e bombas explodem em Nice e Paris, na França e na base da Força Aérea dos Estados Unidos em Frankfurt.   Nos últimos tempos em que esteve presa, entretanto, Ulrike  estava deprimida por conflitos internos com os outros integrantes da organização, que a relegaram ao ostracismo no grupo. Apesar disso, Jan-Carl Raspe declarou de público em corte, que eles acreditavam  que ela havia sido assassinada e que as difíceis relações entre ela e  Baader-Ensslin na prisão, não eram qualquer evidência de que ela quisesse se suicidar.
Ulrike foi enterrada em Berlim, entre milhares de simpatizantes e discursos de intelectuais de esquerda. No enterro, em 16 de maio de 1976 no bairro de Mariendorf (então Berlim Ocidental), o editor Klaus Wagenbach disse que ela "sucumbiu às circunstâncias alemãs". O poeta Erich Fried enviou para as cerimônias do funeral um telegrama chamando-a de "a maior mulher da Alemanha desde Rosa Luxemburgo". Algumas décadas após sua morte veio à tona a notícia de que seu cérebro fora retirado pelos patologistas antes do enterro, sem conhecimento da família, e conservado durante 26 anos em formol para estudos num hospital de Magdeburg. Sua filha, a jornalista Bettina Röhl, moveu uma ação contra o Estado e o cérebro foi enterrado na sepultura junto com os restos de Ulrike em 2002.

## Publicações
- Karl Wolff oder: Porträt eines anpassungsfähigen Deutschen (Karl Wolff or: A Portrait of an Adaptable German). Radio documentary. Director: Heinz Otto Müller. Hessischer Rundfunk, Abendstudio, 1964.
- Gefahr vom Fließband. Arbeitsunfälle – beobachtet und kritisch beschrieben. (Dangers of the Assembly-Line. Industrial Accidents – observed and critically analysed). Radio documentary. Director: Peter Schulze-Rohr. Hessischer Rundfunk, Abendstudio, 1965.
- Bambule – Fürsorge – Sorge für wen? (Bambule: Welfare – Providing for whom?) Wagenbach, 1971, (Republished 2002, ISBN 3-8031-2428-X)

Obras da Facção do Exército Vermelho
- Das Konzept Stadtguerilla (The Concept of the Urban Guerilla), 1971
- Stadtguerilla und Klassenkampf (Urban Guerilla and Class Struggle), 1972/1974
- Fragment Regarding Structure (1976)
- Deutschland, Deutschland unter anderem (Germany, Germany among other things), Wagenbach, 1995 (ISBN 3-803-12253-8)
- Die Würde des Menschen ist antastbar (The Dignity of Man Is Violable), Wagenbach, 2004 (ISBN 3-803-12491-3)
- Karin Bauer, ed. Everybody Talks about the Weather... We Don't: The Writings of Ulrike Meinhof, Seven Stories Press, New York, 2008 (ISBN 978-1583228319). A selection of Meinhof's writings published in konkret from 1960 to 1968, with a foreword by Elfriede Jelinek, translated by Luise von Flotow.
- Ulrike Meinhof's notes from the Dead Wing.[14]